# Salvatore Adamo
Salvatore Adamo (* 1. listopadu 1943 Comiso, Sicílie, Itálie), je belgický zpěvák a hudebník italského původu, který zpívá v 9 jazycích, převážně francouzsky a německy.

## Život a kariéra
Poté, co v roce 1947 jeho otec (horník) emigroval do Belgie, vyrůstal s šesti sourozenci v Jemappes. Již během školních let prokazoval svůj pěvecký talent a také komponoval vlastní skladby. Jeho prvním větším úspěchem bylo vítězství v soutěži Rádia Luxembourg 14. února 1960. Píseň „Vous permettez, Monsieur?“ byla v roce 1964 v čele francouzské, nizozemské i belgické hitparády. Hity se staly i skladby „Dolce Paola“ (věnovaná princezně Paole Belgické) a „Inch'Allah“ reagující na šestidenní válku.
Během své kariéry má na kontě na 500 písní, přes 100 miliónů prodaných desek a několik filmů. V 80. letech 20. století došlo k poklesu jeho popularity z důvodu menšího zájmu o jeho žánr, avšak od roku 1990 je Adamo opět součástí světové hudební scény. Je komerčně nejúspěšnějším belgickým zpěvákem všech dob, který vydělal přes deset milionů eur.
Byl mu udělen Řád čestné legie, Řád koruny, Řád italské hvězdy, Řád vycházejícího slunce, Bronze Zinneke, Premio Tenco a v roce 2025 Music Industry Awards za celoživotní dílo. Je po něm pojmenována odrůda tulipánů Adamo. Jacques Brel ho nazval „zahradníkem lásky“.